# Тамура (Фукусима)

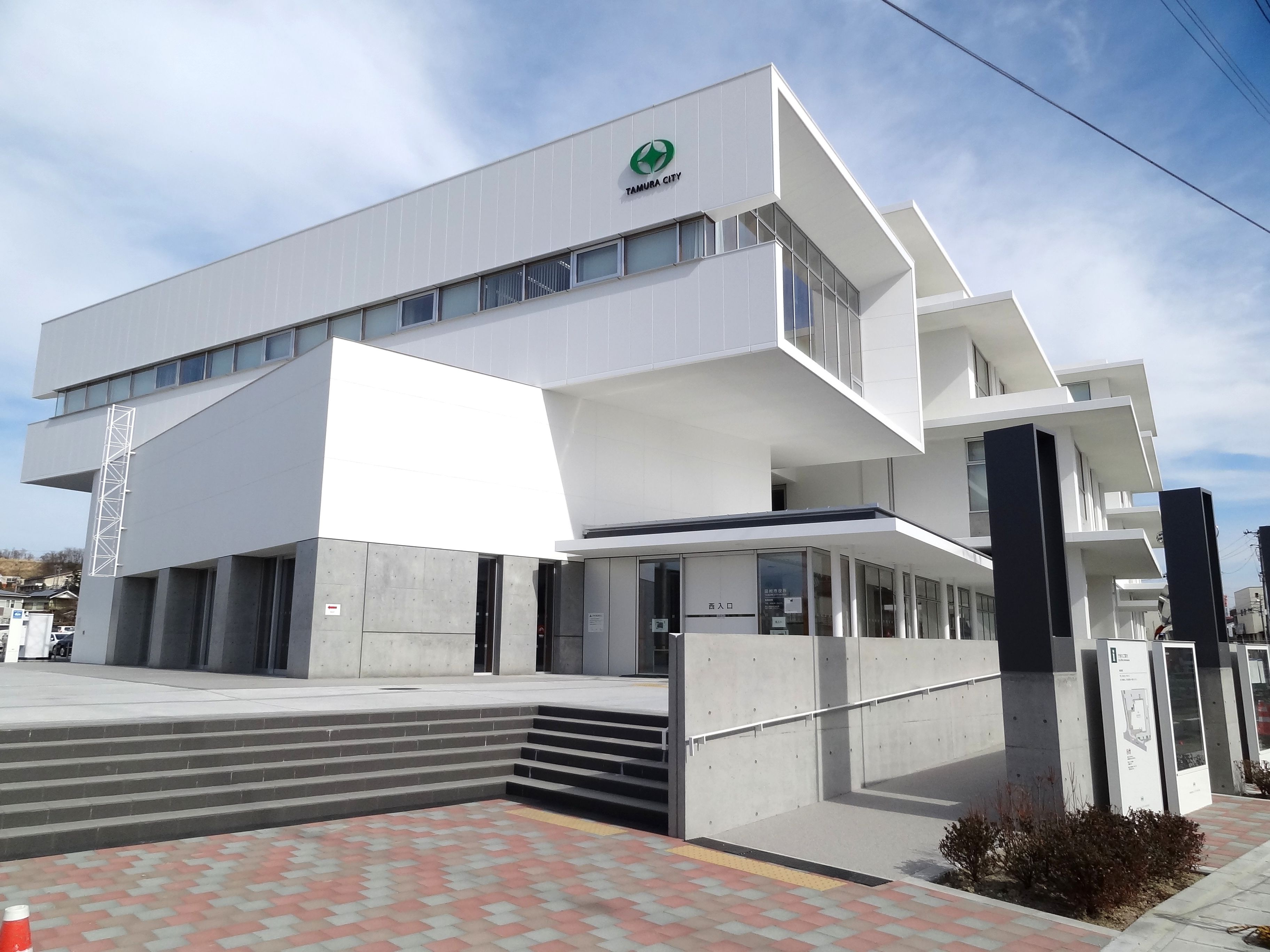
Мэрия города Тамура

Тамура (яп. 田村市 Тамура-си) — город в Японии, находящийся в префектуре Фукусима. Площадь города составляет 458,30 км², население — 37 870 человек (1 августа 2014), плотность населения — 82,63 чел./км². 11 марта 2011 года на АЭС Фукусима I произошла авария. Была объявлена эвакуация, впоследствии отменена.

## Географическое положение
Город расположен на острове Хонсю в префектуре Фукусима региона Тохоку. С ним граничат города Корияма, Нихоммацу, Иваки, посёлки Михару, Оно, Окума, Намиэ и сёла Каваути, Кацурао.

## Население
Население города составляет 37 870 человек (1 августа 2014), а плотность — 82,63 чел./км². Изменение численности населения с 1980 по 2005 годы:
| 1980 | 48 932 чел. |  |
| 1985 | 48 057 чел. |  |
| 1990 | 46 758 чел. |  |
| 1995 | 46 129 чел. |  |
| 2000 | 45 052 чел. |  |
| 2005 | 43 253 чел. |  |